# ديريك ديتريش
ديريك ديتريش (بالإنجليزية: Derek Dietrich)‏ هو لاعب كرة قاعدة أمريكي، ولد في 18 يوليو 1989 في كليفلاند في الولايات المتحدة.

## وصلات خارجية
- ديريك ديتريش على موقع دوري كرة القاعدة الرئيسي (الإنجليزية)
- ديريك ديتريش على موقعبيزبول رفرنس.كوم (الدوري الرئيسي) (الإنجليزية)
- ديريك ديتريش على موقعبيزبول رفرنس.كوم (الدوري الثانوي) (الإنجليزية)
- ديريك ديتريش على موقع إي إس بي إن.كوم (أم.أل.بي) (الإنجليزية)
- ديريك ديتريش على موقع مشجعي الرسوم البيانية (الإنجليزية)